# Oakhanger (Cheshire)
Oakhanger – wieś w Anglii, w hrabstwie ceremonialnym Cheshire, w dystrykcie (unitary authority) Cheshire East. Leży 39 km na wschód od miasta Chester i 231 km na północny zachód od Londynu.